# Bessel Fjord
Der Bessel Fjord ist ein grönländischer Fjord im Nordost-Grönland-Nationalpark.

## Geographie
Er liegt zwischen Ad. S. Jensen Land im Norden und Dronning Margarete II Land im Süden am 76. Breitengrad. Von seiner Mündung zwischen Kap Beurmann im Norden und Kap Möbius im Süden erstreckt sich der Fjord 55 km nahezu geradlinig nach Westen ins Landesinnere. Erst sein innerer Teil wendet sich für wenige Kilometer nach Norden. In diesen mündet ein Nebenarm des Soranerbræen, eines Auslassgletschers des Inlandeises, der dafür sorgt, dass im Fjord zuweilen Eisberge anzutreffen sind. In der 13,5 km breiten Mündung des Bessel Fjords liegen mehrere kleine Inseln. Die größte von ihnen ist Trums Ø, 10 km lang und im östlichen Teil über 600 m hoch. Die Küsten des Bessel Fjords sind überwiegend steil, und besonders die Nordküste besitzt mehrere von Gletschern geformte Schluchten. Nordwestlich von Trums Ø stürzt der Wasserfall Hawkins Vandfald 15 bis 20 m in die Tiefe.

## Geschichte
Aus europäischer Sicht wurde der Bessel Fjord im April 1870 von der Zweiten Deutschen Nordpolar-Expedition entdeckt. Zeltringe an der Küste zeigten aber, dass die Gegend schon vorher von Menschen besucht worden war. Karl Koldewey benannte den Mündungsbereich des Fjords nach dem Astronomen Friedrich Wilhelm Bessel Bessel Bai. Erst die Danmark-Expedition 1906–1908 erweiterte die Namensgebung auf den gesamten Fjord, wobei der Name durch Bessels Fjord (heute Bessel Fjord) ersetzt wurde. Während der Expedition war auch der Name Signe Fjord von Expeditionsteilnehmer Christian Bendix Thostrup (1876–1945) vorgeschlagen worden, nach seiner damaligen Frau Hansine „Signe“ Rasmine Petrea Petersen (1880–1957), aber Johan Peter Koch hatte diesen Namen abgelehnt.
Der Fjord bildete die nördliche Grenze Eirik Raudes Lands, eines zwischen 1931 und 1933 von Norwegen okkupierten Gebiets in Ostgrönland. Im Streit um die Souveränität über diesen Landstrich errichteten sowohl Norwegen als auch Dänemark in den Jahren 1931 und 1932 am Fjord zahlreiche Jagdhütten, die zumeist nur kurze Zeit genutzt wurden.